# Erik Hjelm

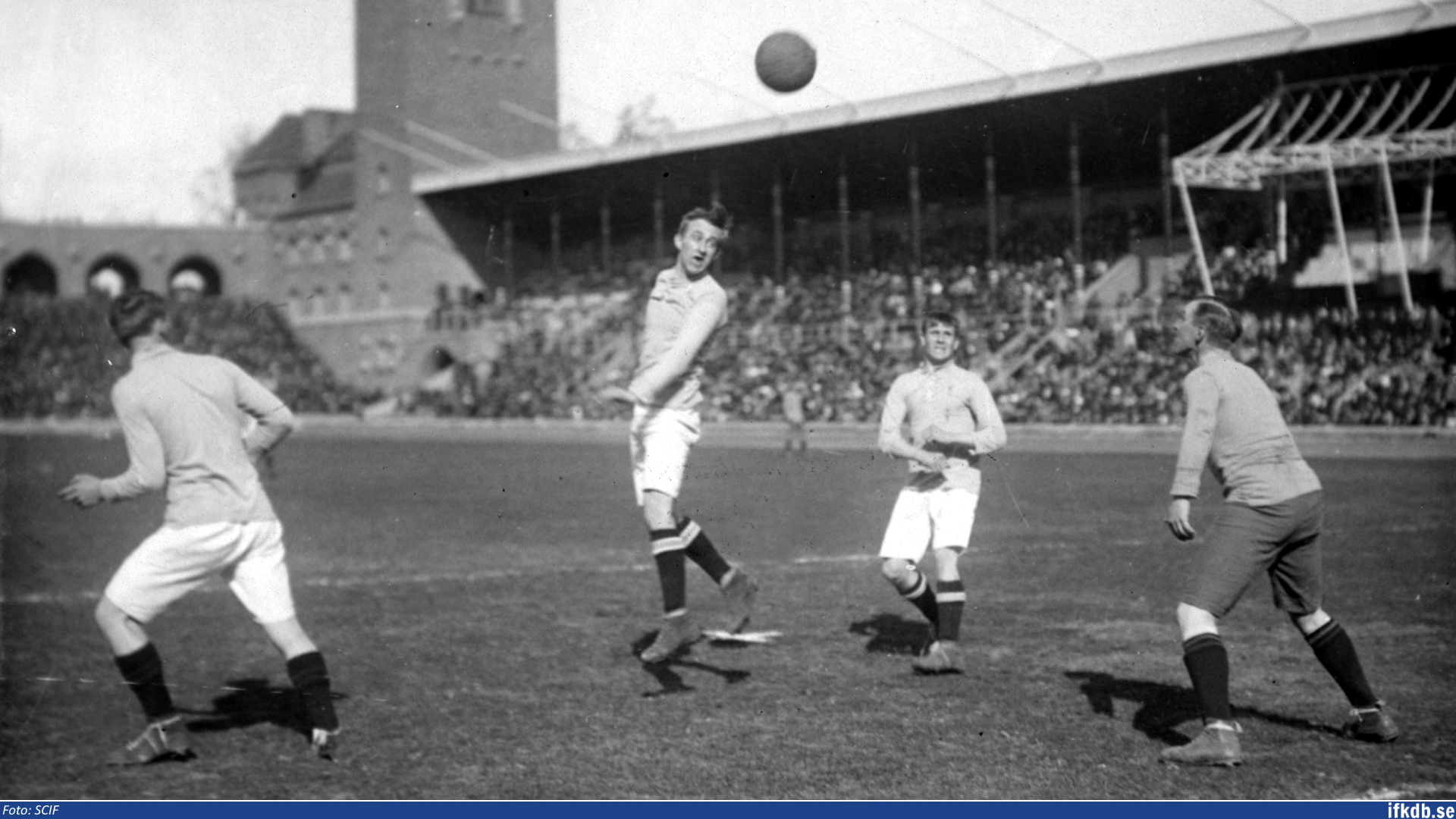
Erik Hjelm (in weiß, rechts) mit seinem Göteborger Mannschaftskameraden Erik Börjesson im Spiel einer Göteborger gegen eine Stockholmer Stadtauswahl (1920)

Erik Hjelm (* 22. Mai 1893; † 30. Juni 1975) war ein schwedischer Fußballnationalspieler.

## Sportlicher Werdegang
Hjelm spielte zwischen 1913 und 1929 für IFK Göteborg. In 485 Spielen, in denen ihm 118 Tore gelangen, trat er für den Klub gegen den Ball. 1918 wurde er schwedischer Meister. Zwischen 1924 und 1929 spielte er in der neu gegründeten Allsvenskan. Später übernahm er mehrmals das Traineramt beim Verein.
Hjelm spielte zudem 20 Länderspiele für die schwedische Nationalmannschaft.